# Capitalismo industrial

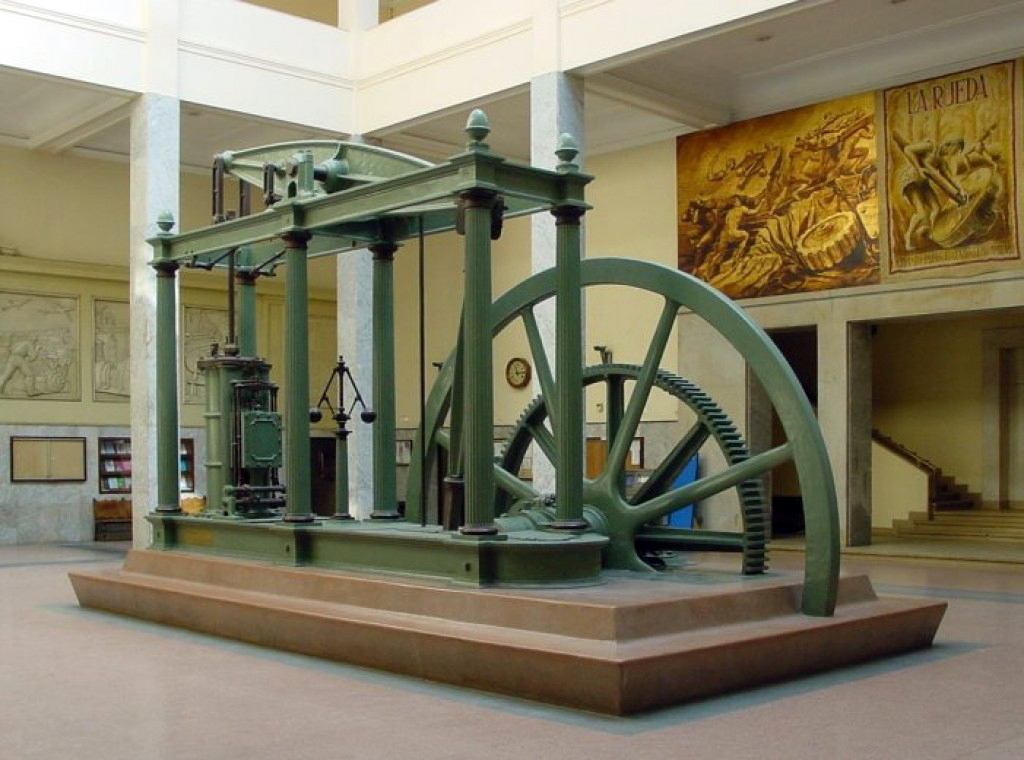
La máquina de vapor impulsó el desarrollo de la industrial en

Capitalismo industrial es un concepto que equivale al desarrollo social y económico de la Primera Revolución Industrial en Gran Bretaña en los siglos siglo XVIII y siglo XIX. Es el sucesor del capitalismo comercial, y se basa principalmente en globalización económica hacia un modelo de producción industrial y el desarrollo de la burguesía, mediante el progreso tecnológico y científico de las nuevas máquinas.
El capitalismo industrial tiene su origen en Inglaterra en el siglo XVIII con la industria textil desarrollada por inventos como la lanzadera volante de John Kay, la hiladora Jenny de James Hargreaves o la hiladora hidráulica de Richard Arkwright. Después a finales del siglo XVIII empezaron a recurrir al uso del carbón con la máquina de vapor, inventada por Thomas Newcomen y desarrollada por James Watt, hasta se construyeron con esas máquinas barcos de vapor y las primeras locomotoras.